# Loxodocus luteator
Loxodocus luteator là một loài tò vò trong họ Ichneumonidae.